# François Prume
Hubert François Prume (Stavelot, 3 juni 1816 – Luik, 14 juli 1849) was een Belgisch violist en componist.
Hij was zoon van organist Jean Hubert Prume en Marie Antoinette Dethier. Hijzelf bleef ongetrouwd.
Zijn eerste “lessen” vonden plaats toen hij drie jaar oud was, op zevenjarige leeftijd stond hij al op het podium waarbij hij een vioolconcert van Pierre Rode ten uitvoer bracht.
Hij kreeg zijn muziekopleiding allereerst in Malmedy. Vanaf 1827 kon hij met een beurs gaan studeren aan het Luiks conservatorium. Na slechts drie jaar kreeg hij het advies te gaan studeren bij François-Antoine Habeneck in Parijs, maar ook daar bleef hij slechts twee jaar. Hij ging terug naar Luik en werd al op 17-jarige leeftijd docent aan het Luiks conservatorium. Hij zou er tot 1839 lesgeven. Vanaf toen ondernam hij diverse concertreizen die hem tot in Rusland brachten. In 1842 was hij terug in Luik en gaf van daaruit concerten in de steden van België. Een zware ziekte (zenuwkoorts) hield zijn loopbaan op, daarna trok hij weer Europa in, waarbij gegevens bewaard zijn gebleven van een liefdadigheidsconcert in Gotha, alwaar hij samenspeelde met Franz Liszt. Dit noopte de hertog van Saksen Gotha hem tot ereconcertmeester te benoemen. Er volgde een periode in Parijs, maar zijn leven eindigde weer in Luik; hij werd er in 1844 opnieuw docent. Ziekte speelde hem opnieuw parten, als gevolg van een oogziekte werd hij blind (aldus Viotta) en hij overleed slechts 33 jaar oud. Als violist werd hij door collegae wel vergeleken met Niccolò Paganini, uitermate virtuoos. Hij werd begraven op de Begraafplaats van Robermont.
Hij leidde een generatie violisten op: Hubert Léonard, François Charles Joseph Dupont, Joseph Franck, Jacques Dupuis, Frantz Jehin-Prume, Nicolas en Jean-Pierre Ysaÿe, respectievelijk oom en vader van Eugène Ysaÿe.
Zijn bescheiden aantal werken past in het tijdsbeeld. Hij schreef drie vioolconcerten, maar bekendst werd zijn solonwerk La mélancholie (viool en orkest of piano), nog wel zijn “opus 1”. Andere te noemen werken: Les six grande études (opus 2), Concertino pour violon et orchestra (opus 4), Andante et polonaise (opus 5), Concert héroique (opus 11), La grande polonaise en Le Petit Savoyard (viool en orkest). Kruseman vermeldt ook nog een Concert in A (opus 48).
Geboortestad Stavelot vernoemde de grote zaal van de abdij naar hem. Hij was lid van Les Amis Philanthropes nº 1.